# Theodoros Deligiannis

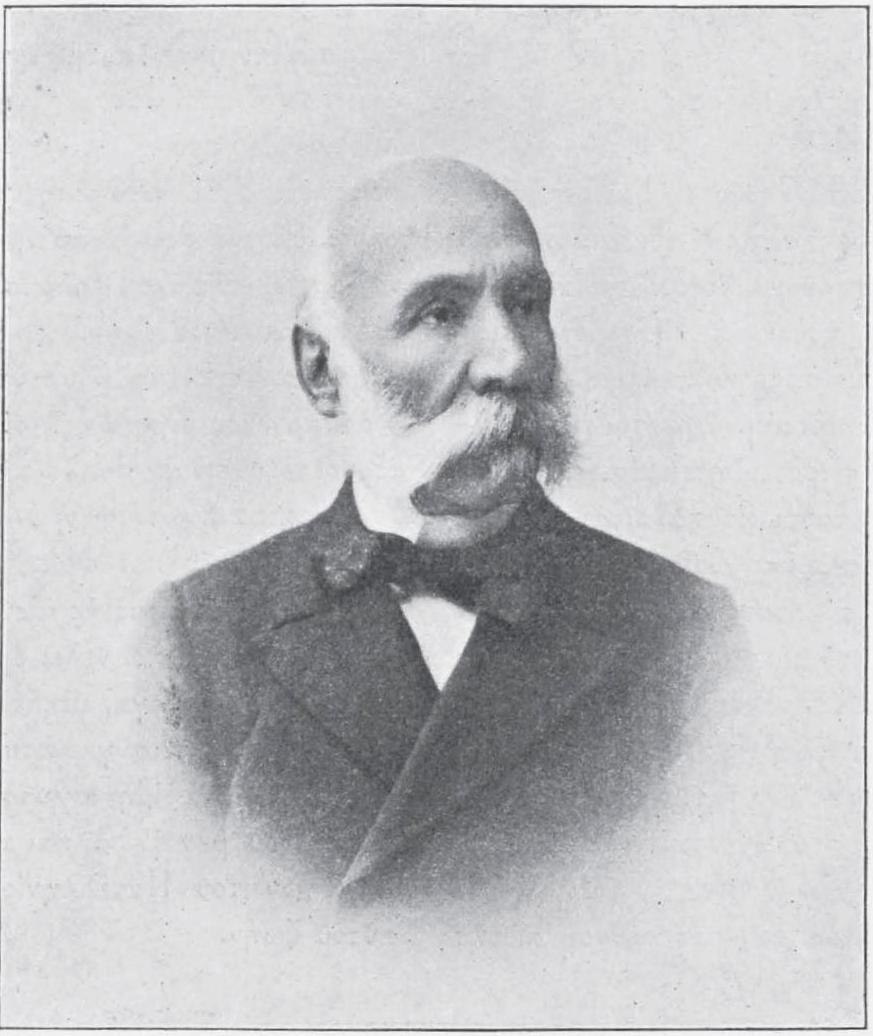
Theodoros Deligiannis.

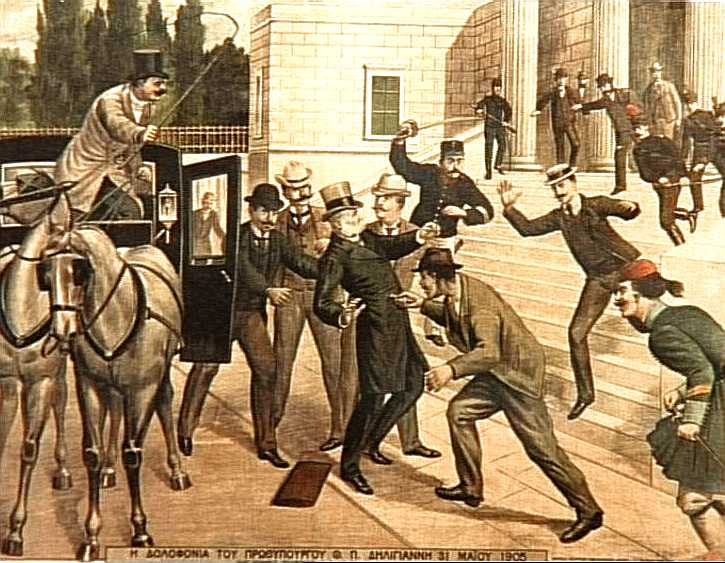
De moord op Deligiannis.

Theodoros Deligiannis (Grieks: θεόδωρος Δεληγαννης) (Langadia
(Arcadië), 2 januari 1820 – Athene, 13 juni 1905) was een Grieks politicus en vijf keer premier van Griekenland tussen 1885 en 1905.

## Biografie
Deligiannis groeide op in een vooraanstaande familie in de Peloponnesus. Hij studeerde rechten aan de Universiteit van Athene.
Vanaf de afzetting van Otto I in 1862, speelde hij een belangrijke rol in de nationale Griekse politiek. Deligiannis bekleedde vanaf toen verscheidene ministerposten: in 1862 was hij minister van Buitenlandse Zaken in de voorlopige regering die gevormd werd na het vertrek van Otto I. Vijf jaar later, in 1867, werd hij benoemd tot ambassadeur in Parijs, Frankrijk. Na zijn terugkeer in Athene bekleedde hij de ministerposten Buitenlandse Zaken, Financiën en Cultuur.
In 1877 stemde hij voor oorlog tegen het Ottomaanse Rijk aan de kant van Rusland. Tot deelname kwam het echter niet, door de wapenstilstand tussen Rusland en het Ottomaanse Rijk en de daaropvolgende Vrede van San Stefano. Bij de besprekingen van het vredesverdrag, het zogenaamde Congres van Berlijn, mocht hij Griekenland vertegenwoordigen.
In 1883 werd hij de belangrijkste conservatieve politicus na het overlijden van Alexandros Koumoundouros. Hierdoor werd hij de belangrijkste politieke rivaal van Charilaos Trikoupis, die meerdere keren eerste minister was. In 1885 werd hij zelf eerste minister tot 1886. In 1890 werd hij voor de tweede maal eerste minister tot 1892. In 1895 werd hij een derde keer eerste minister, nadat zijn partij de parlementsverkiezingen had gewonnen. Dit keer bleef hij eerste minister tot 1897, nadat zijn regering ten val kwam door de nederlaag van Griekenland in de zogenaamde Grieks-Turkse Oorlog. Van 1902 tot 1903 was hij een vierde keer eerste minister en van 1904 tot 1905 voor de vijfde keer.
Zijn vijfde termijn als premier eindigde nadat hij uit wraak voor zijn rigoureuze maatregelen tegen gokhuizen door beroepsgokker Antonios Gherakaris doodgestoken werd toen hij het Parlement van Griekenland wilde binnengaan.
- Gemeinsame Normdatei: 1100093907
- International Standard Name Identifier: 0000 0000 5238 4924
- Library of Congress Control Number: nr96012154
- Virtual International Authority File: 14666856